# Centrale nucleare di Lucens
La centrale nucleare di Lucens (più propriamente reattore di Lucens), abbreviata CNEL, è situata in una caverna nel comune di Lucens nel Canton Vaud, in Svizzera. Il reattore era alimentato con uranio arricchito al 0,96% sotto forma di lega metallica che includeva cromo. Il combustibile era separato dal diossido di carbonio usato come fluido refrigerante da un rivestimento cilindrico ottenuto a partite da una lega di magnesio (Magnox). Il diossido di carbonio aveva una pressione di ingresso di 6,28 MPa e una temperatura di 223 °C, per poi lasciare il nocciolo del reattore alla pressione di 5,79 MPa e alla temperatura di 378 °C. La moderazione dei neutroni era principalmente affidata all'acqua pesante che scorreva all'esterno dei 73 elementi di combustibile, ciascuno contenente 7 barre di combustibile, separata da questi per mezzo di una calandra in alluminio. L'elemento di combustibile era costituito da un blocco di grafite contenente le 7 barre di combustibile. L'intero blocco di grafite con le 7 barre di combustibile era inserito in un canale in Zircaloy e pressurizzato contenente CO2 . Il canale pressurizzato era a sua volta bagnato da diossido di carbonio a bassa pressione che scorreva tra il suddetto canale in Zircaloy e la calandra in alluminio. All'esterno del canale in alluminio era bagnato da D2O.

## Chiusura dell'impianto
L'impianto non ha mai prodotto elettricità a fini commerciali, in quanto durante le fasi di avviamento ha avuto un incidente che ha provocato la fusione del nocciolo e ha costretto alla chiusura ed allo smantellamento dell'impianto. La centrale è stata oggetto di un guasto nell'anno 1969, classificato al 4º livello INES. Avvenne la fusione del reattore in seguito ad un difetto di raffreddamento un elemento di combustibile surriscaldato causò la rottura di una condotta e la conseguente dispersione di gas radioattivi all'interno della centrale, che causò una massiccia contaminazione radioattiva nella caverna nel quale era costruito, ma senza alcun rilascio verso la popolazione esterna o i lavoratori della centrale. Gli abitanti di Lucens furono informati dell'incidente solo il giorno dopo. Quanto al personale della centrale (25 persone erano presenti al momento dell'avaria), nessuno fu esposto in modo pericoloso. Nessun significativo aumento della radioattività è stato registrato al di fuori della roccia della caverna dove era situato il reattore.
Dopo lavori di decontaminazione l'impianto è stato chiuso: i lavori di smantellamento si sono conclusi nel maggio 1973 e i rifiuti prodotti sono poi stati portati a Würenlingen nell'ottobre del 2003.

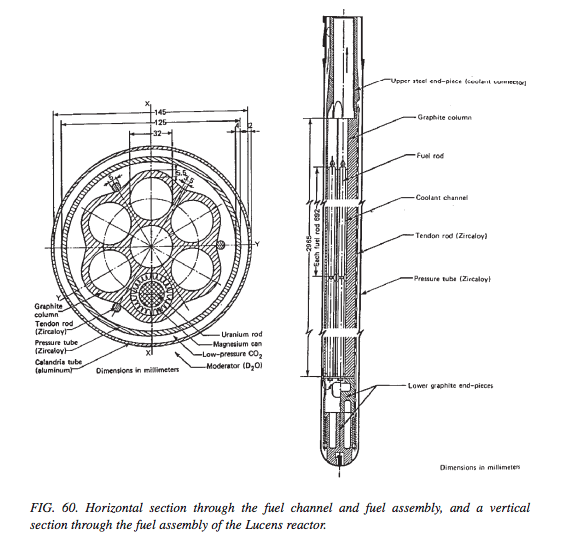
Configurazione degli elementi di combustibile utilizzati nel reattore sperimentale di Lucens (Svizzera).

Le misurazioni eseguite dalla fine del 2011 sul dispositivo di drenaggio del reattore indicano un aumento della concentrazione di trizio. Il tasso di questo isotopo nelle acque di percolazione ha raggiunto il valore di 230 Bq/l, nettamente inferiore al valore limite di 12 000 Bq/l fissato nell'ordinanza sulla radioprotezione ORaP. L'UFSP, competente per la sorveglianza della radioattività ambientale in Svizzera, sta svolgendo accertamenti dettagliati sulle cause dell'aumento della concentrazione di trizio nelle acque di percolazione. I dispositivi di drenaggio di Lucens sottostanno a una maggiore sorveglianza. Sono inoltre attualmente prelevati e analizzati campioni dalle acque del fiume La Broye, dalle piante acquatiche e dall'ambiente.
L'UFSP informerà ulteriormente le autorità cantonali e comunali nonché l'opinione pubblica non appena saranno disponibili i risultati delle nuove analisi e degli accertamenti. Secondo il suo mandato, dal 1995 l'UFSP svolge regolarmente misurazioni sul dispositivo di drenaggio del vecchio reattore sperimentale di Lucens e orienta in proposito le autorità locali e cantonali. Gli elementi misurati sono gli isotopi del 137Cs e 134Cs, 60Co, 3H e 90Sr. Tra il 2001 e il 2010, la concentrazione media di trizio misurata nei campioni di acqua era di 15 Bq/l. Talvolta, dal 2010 sono stati misurati valori leggermente superiori, ma un significativo aumento è stato registrato solo a partire dalla fine del 2011 (fino a 230 Bq/l)..